# Нгуєн Куанг Хай (футболіст, 1997)
Нгуєн Куанг Хай (в'єт. Nguyễn Quang Hải, нар. 12 квітня 1997, Ханой) — в'єтнамський футболіст, півзахисник французького клубу «По». Відомий за виступами за клуби «Ханой» і «Суантхань Сайгон», а також національну збірну В'єтнаму.

## Клубна кар'єра
Народився 12 квітня 1997 року в Ханої. Вихованець футбольної школи клубу «Суантхань Сайгон». Дорослу футбольну кар'єру розпочав 2015 року в основній команді того ж клубу, в якій провів один сезон, взявши участь у 13 матчах чемпіонату. 
До складу клубу «Ханой» приєднався 2016 року. До початку року відіграв за ханойську команду 127 матчів в національному чемпіонаті. У складі команди тричі — у 2016, 2018 та 2019 роках — ставав переможцем першості В'єтнаму.
У 2022 році Нгуєн Куанг Хай став гравцем французького клубу Ліги 2 «По».

## Виступи за збірні
2014 року дебютував у складі юнацької збірної В'єтнаму, взяв участь у 6 іграх на юнацькому рівні.
Протягом 2017–2018 років залучався до складу молодіжної збірної В'єтнаму. На молодіжному рівні зіграв у 16 офіційних матчах, забив 7 голів. У складі молодіжної збірної став срібним призером молодіжної першості Азії.
2018 року дебютував в офіційних матчах у складі національної збірної В'єтнаму. У складі збірної був учасником кубка Азії з футболу 2019 року в ОАЕ.

## Досягнення
- В.Ліга 1:
  -  Чемпіон (4): 2016, 2018, 2019, 2023

- Кубок В'єтнаму:
  -  Володар (3): 2019, 2020, 2024-25

- Суперкубок В'єтнаму:
  -  Володар (3): 2018, 2019, 2020

- Чемпіонат АСЕАН:
  -  Чемпіон (1): 2018